# خالد عبدالله أحمد خليل

## خالد عبدالله خليل
اللواء الركن / خالد عبدالله أحمد خليل (مواليد 1968م)، هو قائد عسكري يمني بارز، شغل عدة مناصب قيادية في القوات المسلحة اليمنية، أبرزها قائد عمليات المنطقة العسكرية الخامسة، كما يُعرف بكونه مؤسس وقائد الحراك التهامي السلمي ورئيس مكتبه السياسي ، وعضو في مؤتمر الحوار الوطني اليمني، بالإضافة إلى عمله كمستشار لوزير الدفاع للشؤون البحرية.

## النشأة والتعليم
وُلد خالد عبدالله أحمد خليل في عام 1968م، في منطقة الموقر، مديرية زبيد، محافظة الحديدة، شمال غرب اليمن. تلقى تعليمه الأساسي في مدينة جدة، المملكة العربية السعودية، ثم انتقل إلى مدينة الحديدة لإكمال دراسته الجامعية. التحق بالكلية البحرية عام 1987 ضمن الدفعة الخامسة، وتخرج بتقدير امتياز، الأول على الدفعة مع مرتبة الشرف في تخصص الملاحة البحرية.
كما حصل على مؤهلات متقدمة، منها:
- دورة القيادة والأركان.
- دورة علمية في مركز الشرق الأدنى وجنوب آسيا للدراسات الاستراتيجية في واشنطن، الولايات المتحدة الأمريكية.
- دورة متقدمة في إدارة الأزمات والتفاوض.
- دورة تأهيلية في القيادة العليا للقوات البحرية.
- شهادة في الأمن البحري ومكافحة القرصنة البحرية.
- دورة تدريبية في استراتيجيات القيادة الفعالة وإدارة التغيير.
- برنامج تطوير القيادات التنفيذية.

## الحراك التهامي السلمي ودور اللواء خالد خليل في تأسسيه و قيادته[8]
في عام 2011، تأسس الحراك التهامي السلمي كحركة شعبية حقوقية في محافظة الحديدة، غربي اليمن، عقب الاحتجاجات الشعبية التي شهدتها البلاد ذلك العام. وكان اللواء الركن خالد خليل هو مؤسس هذه الحركة، كما أنه هو من أطلق عليها هذا الاسم، حيث لعب دورًا محوريًا في تنظيم الحراك وتوجيهه نحو المطالبة بحقوق أبناء تهامة بشكل سلمي.
تركزت مطالب الحراك على إنهاء التهميش السياسي والاقتصادي الذي عانى منه أبناء تهامة، والمطالبة بحقوقهم في المشاركة السياسية وتوزيع الثروات والفرص بشكل عادل. وقد شارك الحراك في مؤتمر الحوار الوطني اليمني عام 2013، حيث مثل اللواء خالد خليل الحراك ضمن فريق العدالة الانتقالية والمصالحة الوطنية، مؤكدًا على أهمية تمثيل أبناء تهامة في العملية السياسية.
واجه الحراك التهامي السلمي تحديات عديدة، من بينها اعتقال اللواء خالد خليل من قبل مليشيات الحوثي لمدة خمس سنوات، وذلك بسبب نشاطه في الدفاع عن حقوق أبناء تهامة ومشاركته في الحراك السلمي.
بعد الإفراج عنه، سعى اللواء خالد خليل إلى إعادة ترتيب صفوف الحراك وتوحيد المكونات التهامية المختلفة. وفي لقاء استثنائي عقد في عدن، أعلنت قيادات تهامية بارزة توافقها على توحيد الصف خلف قائد الحراك التهامي السلمي اللواء خالد خليل، مؤكدين دعمهم له في تحقيق الأهداف والمطالبة بالحقوق الضائعة.
وفي هذا السياق، جاء الإعلان عن إشهار المكتب السياسي للحراك بعد فترة من ذلك اللقاء، عقب استكمال توحيد جميع المكونات العسكرية والسياسية التهامية، في خطوة وصفها اللواء الركن خالد خليل بأنها "حتمية" لاستكمال البناء المؤسسي وتوحيد الصفوف، وتعزيز الموقف السياسي للحراك على المستويين الوطني والدولي، وضمان تمثيل مصالح أبناء تهامة في أي تسوية سياسية قادمة.

## المناصب التي تقلدها
[عدل]
- قائد الحراك التهامي ورئيس مكتبه السياسي[16][17][5].
- مؤسس الحراك التهامي السلمي[18][19]
- مستشار وزير الدفاع للشؤون البحرية[20][21]
- قائد عمليات المنطقة العسكرية الخامسة (2014)[22]
- ركن تدريب الدفاع الساحلي (2008-2014)
- رئيس القيادة الثورية للدفاع والأمن في ساحة التغيير بمحافظة الحديدة (2011)
- رئيس شعبة الكمبيوتر ونظم المعلومات في الدفاع الساحلي (2001-2007)
- ركن تدريب الشرطة البحرية (1998-2000)
- مدير فرع التخطيط والبرمجة في شعبة التدريب البحري (1992)
- رئيس قسم الجاهزية القتالية والفنية في عمليات القوات البحرية (1991)

## الترقيات والأوسمة
[عدل]
- رتبة عقيد (2010)
- رتبة عميد ركن (2014)
- رتبة لواء ركن (2023)
- حاصل على عدة أوسمة عسكرية، منها: وسام الواجب، وسام الخدمة، وسام الشجاعة، وسام جرحى الحرب، نوط 20

## المشاركة في مؤتمر الحوار الوطني
كان خالد عبدالله خليل عضواً في مؤتمر الحوار الوطني ممثلاً ضمن قائمة الرئيس عبد ربه منصور هادي، في فريق العدالة الانتقالية والمصالحة الوطنية.

## المؤلفات والبحوث
[عدل]
ألف خالد خليل عدداً من الكتب والبحوث في المجال العسكري، منها:
- المصطلحات العسكرية: قاموس عسكري
- التخطيط والفن الإبداعي
- بحث العلاقات اليمنية الأمريكية
- بحث الحرب النفسية
- بحث الأقمار الصناعية وطائرات الإنذار المبكر
- بحث الأسلحة الذكية
- بحث الأسلوب الأمثل لتدريب القوات العسكرية

## المواقف:
- شارك في حرب 1994 ضمن عمليات القوات البحرية اليمنية.
- ساهم في عمليات تثبيت الأمن ومكافحة التهريب ضمن الشرطة البحرية، على الشريط الساحلي الغربي لليمن.
- كان أول قائد عسكري ينضم إلى ضباط الأحرار في ساحة التغيير بمحافظة الحديدة.[25]
- أول قائد عسكري قام بتجنيد أبناء تهامة ضمن القوات المسلحة اليمنية.
- تعرض للاعتقال من قبل مليشيات الحوثي لمدة 5 سنوات دفاعاً عن الجمهورية والدستور.[26][27][27][28]
- عُرف بدفاعه المستمر عن حقوق أبناء تهامة.

## روابط خارجية
- الحساب الرسمي على منصة X (تويتر)